# Lamborn
Lamborn är en by i norra delen av Envikens socken, belägen längs riksväg 50. Byn ligger inte långt från Bingsjö, där en stor spelmanstämma äger rum varje år. I början av 1900-talet fanns det diverse småindustrier i byn.